# Fat Club
Fat Club is een reeks van twaalf 7-inch singles die van maart 2001 tot februari 2002 maandelijks werden uitgegeven door het Amerikaanse punklabel Fat Wreck Chords. Van elk werden er 1.300 kopieën exclusief gedrukt. Ze waren afzonderlijk niet beschikbaar en werden per post verstuurd naar degenen die een abonnement voor de serie hadden gekocht.

## Bands
De reeks bevat veel bands die nog niet eerder op het label hadden gespeeld. Van de twaalf bands die deelnamen, speelden er slechts drie al bij Fat Wreck Chords (namelijk NOFX, Swingin' Utters en Strung Out). Drie van de andere deelnemende bands hadden al een eenmalige uitgave van het album laten uitgeven, namelijk MxPx, Randy, en Strike Anywhere. Weer drie andere bands die aan het project mee deden zouden later nog meerdere platen via het label uitgeven (The Lawrence Arms, The Real McKenzies, en American Steel). The Vandals, Enemy You, en One Man Army hebben verder geen albums via het label laten uitgeven.

## Verzamelalbums
Hoewel de oplage van singles beperkt was, hebben een aantal bands de nummers van de singles opnieuw uitgebracht op verzamelalbums die werden uitgegeven de jaren erna. Dit zijn onder andere de albums 45 or 46 songs that weren't good enough to go on our other records (2002) van NOFX, To Live in Discontent (2005) van Strike Anywhere, Cocktails & Dreams (2005) van The Lawrence Arms, Hatest Grits: B-Sides and Bullshit (2008) van Swingin' Utters, en Prototypes and Painkillers (2009) van Strung Out. Alle nummers uit de reeks zijn ook te horen op het compilatiealbum Wrecktrospective (2009).

## Singles

### The Vandals
| Nr. | Titel         | Schrijver(s)     | Duur |
| --- | ------------- | ---------------- | ---- |
| 1.  | "Underground" | Dave Quackenbush | 3:39 |

| 1.                | "Why Are You Alive?" | Warren Fitzgerald | 2:34 |
| Totale duur: 6:13 |                      |                   |      |

- Joe Escalante - basgitaar, achtergrondzang
- Warren Fitzgerald - gitaar, achtergrondzang
- Josh Freese - drums
- Dave Quackenbush - zang

### American Steel
| Nr. | Titel                 | Schrijver(s)                                        | Duur |
| --- | --------------------- | --------------------------------------------------- | ---- |
| 1.  | "Middle of the Night" | Scott Healy, Rory Henderson, Ryan Massey, John Peck | 4:00 |

| 1.                | "New Religion Everyday" | Scott Healy, Rory Henderson, Ryan Massey, John Peck | 3:17 |
| Totale duur: 7:17 |                         |                                                     |      |

- Scott Healy - drums
- Rory Henderson - zang, gitaar
- Ryan Massey - gitaar, achtergrondzang
- John Peck - basgitaar, achtergrondzang

### The Real McKenzies
| Nr. | Titel           | Schrijver(s)                                                                   | Duur |
| --- | --------------- | ------------------------------------------------------------------------------ | ---- |
| 1.  | "Another Round" | Mark Boland, Gwomper, Paul McKenzie, Kurt Robertson, Sean Sellers, Gord Taylor | 2:39 |

| 1.                | "Loch Lomond" | 3:20 |
| Totale duur: 5:59 |               |      |

- Mark Boland - gitaar, achtergrondzang
- Gwomper - basgitaar
- Paul McKenzie - zang
- Kurt Robertson - gitaar, achtergrondzang
- Sean Sellers - drums
- Gord Taylor - doedelzak

### MxPx
| Nr. | Titel                    | Schrijver(s) | Duur |
| --- | ------------------------ | ------------ | ---- |
| 1.  | "The Road Less Traveled" | Mike Herrera | 3:01 |

| 1.                | "You Hold the Key" | Mike Herrera | 2:49 |
| Totale duur: 5:50 |                    |              |      |

- Mike Herrera - zang, basgitaar
- Yuri Ruley - drums
- Tom Wisniewski - gitaar
- Stephen Egerton - achtergrond zang op "You Hold the Key"

### Strike Anywhere
| Nr. | Titel      | Schrijver(s)                                                       | Duur |
| --- | ---------- | ------------------------------------------------------------------ | ---- |
| 1.  | "Antidote" | Thomas Barnett, Eric Kane, Garth Petrie, Matt Sherwood, Matt Smith | 3:45 |

| 1.                | "Asleep" | Thomas Barnett, Eric Kane, Garth Petrie, Matt Sherwood, Matt Smith | 2:33 |
| Totale duur: 6:18 |          |                                                                    |      |

- Thomas Barnett - zang
- Eric Kane - drums
- Garth Petrie - basgitaar
- Matt Sherwood - gitaar, achtergrondzang
- Matt Smith - gitaar, achtergrondzang

### Randy
| Nr. | Titel              | Schrijver(s)                                                          | Duur |
| --- | ------------------ | --------------------------------------------------------------------- | ---- |
| 1.  | "I'm Stepping Out" | Johan Brändström, Fredrik Granberg, Stefan Granberg, Johan Gustafsson | 3:07 |

| 1.                | "If We Unite"  | Johan Brändström, Fredrik Granberg, Stefan Granberg, Johan Gustafsson | 2:26 |
| 2.                | "Freedom Song" | Johan Brändström, Fredrik Granberg, Stefan Granberg, Johan Gustafsson | 3:15 |
| Totale duur: 8:48 |                |                                                                       |      |

- Johan Brändström - gitaar, achtergrondzang
- Fredrik Granberg - drums
- Stefan Granberg - zang, gitaar
- Johan Gustafsson - basgitaar, achtergrondzang

### NOFX
| Nr. | Titel                  | Schrijver(s) | Duur |
| --- | ---------------------- | ------------ | ---- |
| 1.  | "Zyclone B Bath House" | Fat Mike     | 1:40 |

| 1.                | "Spaghetti Motel" | Fat Mike, Bill Bartell | 1:58 |
| Totale duur: 3:38 |                   |                        |      |

- El Hefe - gitaar, achtergrondzang
- Fat Mike - zang, basgitaar
- Eric Melvin - slaggitaar, achtergrondzang
- Erik Sandin - drums

### Swingin' Utters
| Nr. | Titel                 | Schrijver(s) | Duur |
| --- | --------------------- | ------------ | ---- |
| 1.  | "Black Mountain Rain" | Darius Koski | 1:44 |

| 1.                | "Outside Life" | Darius Koski | 2:00 |
| Totale duur: 3:44 |                |              |      |

### Strung Out
| Nr. | Titel | Schrijver(s)                                                 | Duur |
| --- | ----- | ------------------------------------------------------------ | ---- |
| 1.  | "Dig" | Chris Aiken, Jordan Burns, Jason Cruz, Jake Kiley, Rob Ramos | 2:54 |

| 1.                | "Lost Motel" | Chris Aiken, Jordan Burns, Jason Cruz, Jake Kiley, Rob Ramos | 3:59 |
| Totale duur: 6:53 |              |                                                              |      |

- Chris Aiken - basgitaar
- Jordan Burns - drums
- Jason Cruz - zang
- Jake Kiley - gitaar
- Rob Ramos - gitaar

### Enemy You
| Nr. | Titel                  | Schrijver(s) | Duur |
| --- | ---------------------- | ------------ | ---- |
| 1.  | "The Promise Breakers" | David Jones  | 1:07 |

| 1.                | "Kind Hearts" | David Jones | 2:28 |
| 2.                | "Emma"        | David Jones | 2:38 |
| Totale duur: 6:13 |               |             |      |

- David Jones - zang, gitaar
- Chris Matulich - basgitaar
- Joe Yamazaki - drums
- Ken Yamazaki - gitaar

### The Lawrence Arms
| Nr. | Titel                   | Schrijver(s)                                  | Duur |
| --- | ----------------------- | --------------------------------------------- | ---- |
| 1.  | "Porno and Snuff Films" | Brendan Kelly, Neil Hennessy, Chris McCaughan | 2:34 |

| 1.                | "A Toast"    | Brendan Kelly, Neil Hennessy, Chris McCaughan | 2:33 |
| 2.                | "Overheated" | Brendan Kelly, Neil Hennessy, Chris McCaughan | 4:18 |
| Totale duur: 9:25 |              |                                               |      |

- Neil Hennessy - drums
- Brendan Kelly - basgitaar, (achtergrond)zang
- Chris McCaughan - gitaar, (achtergrond)zang

### One Man Army
| Nr. | Titel      | Schrijver(s) | Duur |
| --- | ---------- | ------------ | ---- |
| 1.  | "Victoria" | One Man Army | 2:32 |

| 1.                | "She Wants Me Dead" | One Man Army | 2:04 |
| Totale duur: 4:36 |                     |              |      |